# Lijst van rectores magnifici van de Universiteit Twente
Dit is een lijst van rectores van de Universiteit Twente, een universiteit in de Nederlandse stad Enschede. De officiële opening van de instelling vond plaats op 14 september 1964, als Technische Hogeschool Twente. In 1986 werd de naam veranderd in Universiteit Twente.

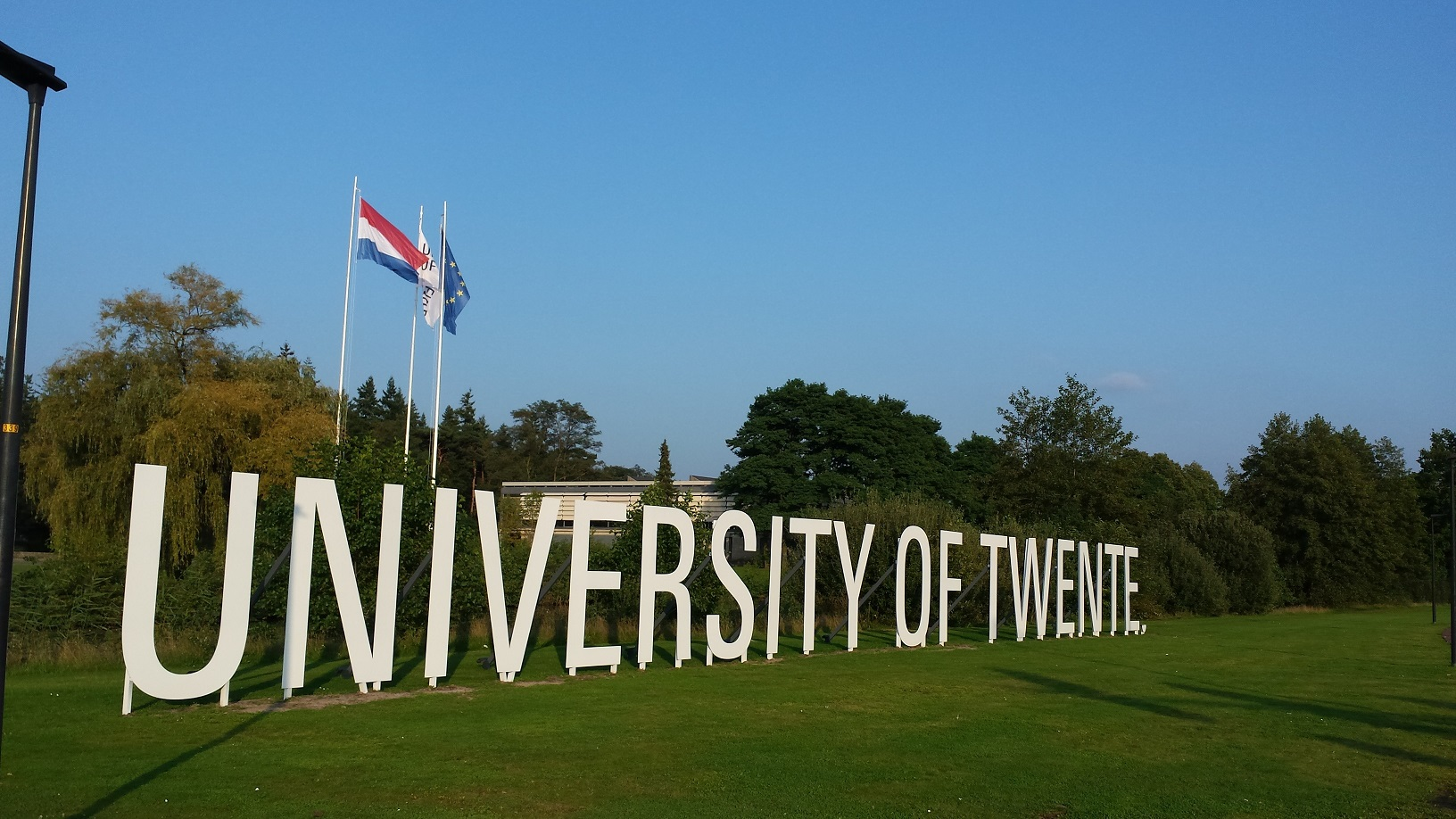
Universiteit Twente

| Ambtsperiode | Naam                      | Afbeelding | Overig                                                   |
| ------------ | ------------------------- | ---------- | -------------------------------------------------------- |
| 1963-1967    | Gerrit Berkhoff           |            |                                                          |
| 1967-1971    | Jo Vlugter                |            |                                                          |
| 1971-1974    | Pieter Zandbergen         |            |                                                          |
| 1974-1976    | Jan Kreiken               |            |                                                          |
| 1976-1979    | Izak Willem van Spiegel   |            |                                                          |
| 1979-1982    | Harry van den Kroonenberg |            | (1)                                                      |
| 1982-1985    | Wiebe Draijer             |            |                                                          |
| 1985-1988    | Harry van den Kroonenberg |            | (2)                                                      |
| 1988-1992    | Jos de Smit               |            |                                                          |
| 1992-1997    | Theo Popma                |            |                                                          |
| 1997-2004    | Frans van Vught           |            | Vanaf 2001 tevens voorzitter van het college van bestuur |
| 2005-2008    | Henk Zijm                 |            |                                                          |
| 2009-2016    | Ed Brinksma               |            |                                                          |
| 2016-2020    | Thom Palstra              |            |                                                          |
| 2020-heden   | Tom Veldkamp              |            |                                                          |